# Museu de Paleontologia de Guadalajara
El Museu de Paleontologia de Guadalajara és un museu públic a la ciutat de Guadalajara a l'estat de Jalisco, Mèxic, inaugurat el 14 de febrer de 2000. El museu alberga una mostra de la mega-fauna plistocènica de la zona centre/occident de Mèxic, principalment amb peces oposades en el llac de Chapala i les platges de Zacoalco. Compta amb 7 sales d'exhibició permanent i una sala dedicada a exhibicions permanents, enfocades principalment en les ciències naturals. El patrimoni del museu està basat en la col·lecció de Federico A. Solórzano Barreto. L'exposició consisteix principalment de mamífers de les èpoques del Miocè, Pliocè i Plistocè on es mostren fragments d'antílops, cavalls, cànids, pumes, dents de sabre i mamuts